# Ryl'sk
Ryl'sk (anche traslitterata come Rylsk) è una cittadina della Russia europea, nell'oblast' di Kursk; sorge lungo il fiume Sejm, 124 km a sudest del capoluogo Kursk ed è capoluogo del Ryl'skij rajon.
Appare nelle cronache locali a partire dall'anno 1152; lo status di città è del 1779, concessole dalla zarina Caterina II.

## Società

### Evoluzione demografica
Fonte: mojgorod.ru
- 1897: 11.400
- 1939: 12.400
- 1970: 16.400
- 1989: 19.500
- 2002: 17.603
- 2006: 17.200